# Indomalaja
Indomalaja je jedno od osam glavnih svjetskih biogeografskih područja i ima tri podpodručja — Indijski potkontinent, Šume jugoistočne Azije te Malezija i Zapadna Indonezija — s ukupno 18 bioregija temeljenih na okviru Bioregija 2023. Sa svojim gustim prašumama, ovo je jedno od najvažnijih područja za bioraznolikost na svijetu, u kojem se nalazi utočište za jednu petinu biljnih, životinjskih i morskih vrsta na Zemlji. Regija sadrži tri mega raznolike zemlje — Indoneziju, Maleziju i Filipine — u kojima se nalaze četiri od 25 svjetskih žarišta bioraznolikosti. Indijski potkontinent na zapadu oivičen je dugim, zakrivljenim planinskim lancem Himalaje i uključuje suhe šume, šikare i pustinje do planinskog lanca Arakan. Podpodručje jugoistočne Azije, kojim dominiraju suptropske zimzelene šume, obuhvaća cijeli Indokineski poluotok koji se proteže prema sjeveru do ruba visoravni Yunnan-Guizhou u Kini. Ovo podpodručje također uključuje Južno kinesko more i Filipine. Dalje prema jugu, podpodručjem Malezije i Zapadne Indonezije dominiraju vlažne širokolisne šume i obalne mangrove kojima pripadaju stotine otoka.